# Monastýr Nejsvětější Trojice (Meteora)
Monastýr Nejsvětější Trojice (řecky Μονή Αγίας Τριάδας) je mužský pravoslavný monastýr, patřící ke klášternímu komplexu Meteora v oblasti Thesálie v Řecku poblíž města Kalambaka. Nachází se na vrcholu skály. Je jedním ze šesti monastýrů, které nadále působí v Meteoře, jež je od roku 1988 zařazena na seznam světového dědictví UNESCO. Klášter je přístupný buď pomocí výtahu, nebo po 145 schodech vytesaných do skály.
Monastýr byl vybudován ve 14. až 15. století. Údajně jej nechal postavit mnich Domitios v roce 1438, ale zmínka o klášteře existuje již z roku 1362. Katholikon monastýru byl postaven v letech 1475 až 1476; má kupoli nesenou dvěma sloupy, malby od mnichů Antoniose a Nikolaose pocházejí z roku 1741. V jihovýchodním rohu kostela byla v roce 1689 postavena malá sakristie (diakonikon). Široká předsíň s klenutým stropem byla postavena v roce 1689 a vymalována v roce 1692. Ve skalní kapli sv. Jana Křtitele jsou fresky z roku 1682. Monastýr vlastnil vzácné rukopisy; ty však byly z monastýru odvezeny během 2. světové války, když Řecko obsadili Němci. Kaple má podobu rotundy.

## Zajímavost
Monastýr se objevuje ve filmu s Jamesem Bondem For your eyes only (1981). Dále pak v seriálu The Tattoo režiséra a herce Andrease Georgiou (2018).

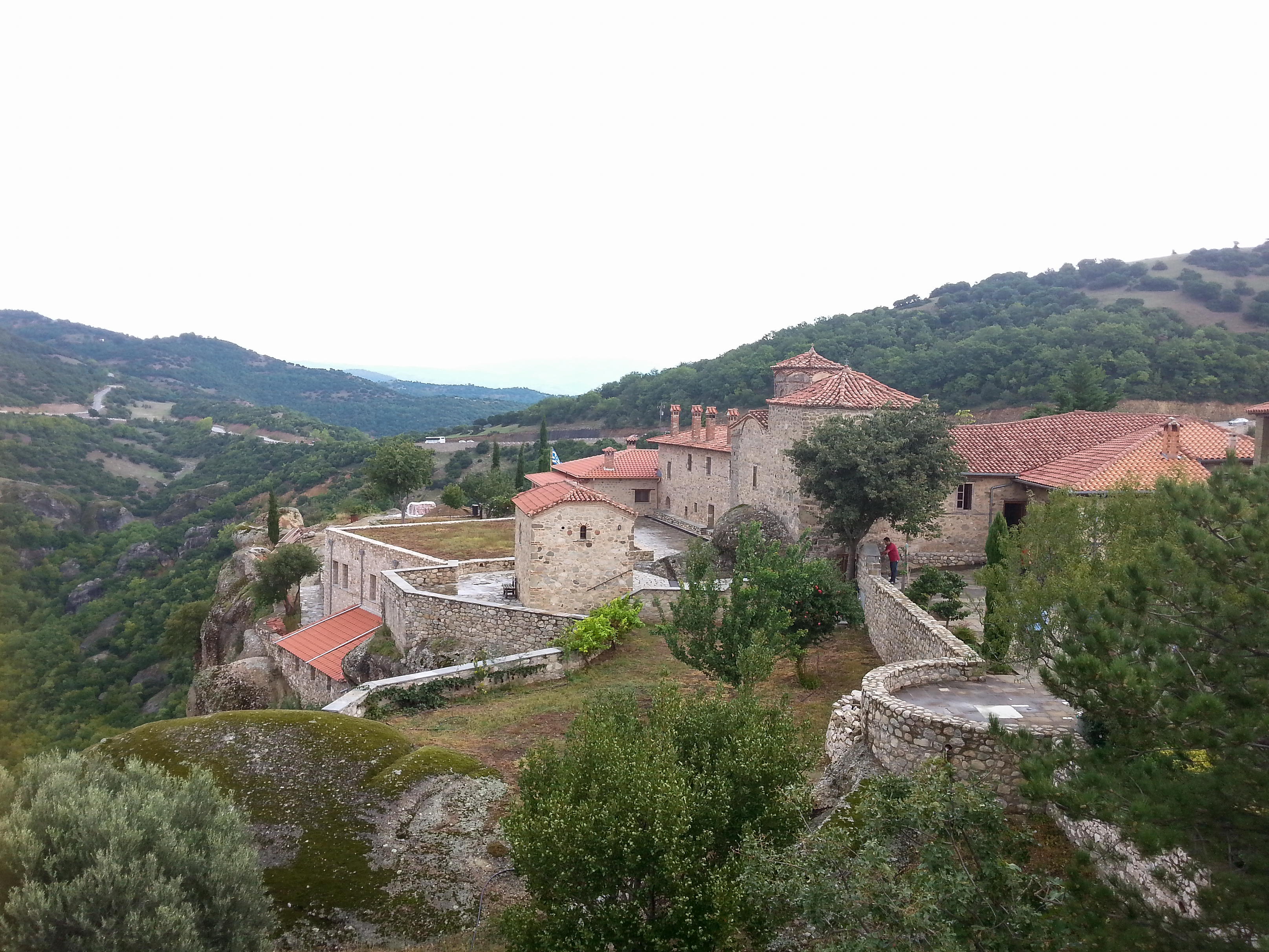
Monastýr Nejsvětější Trojice
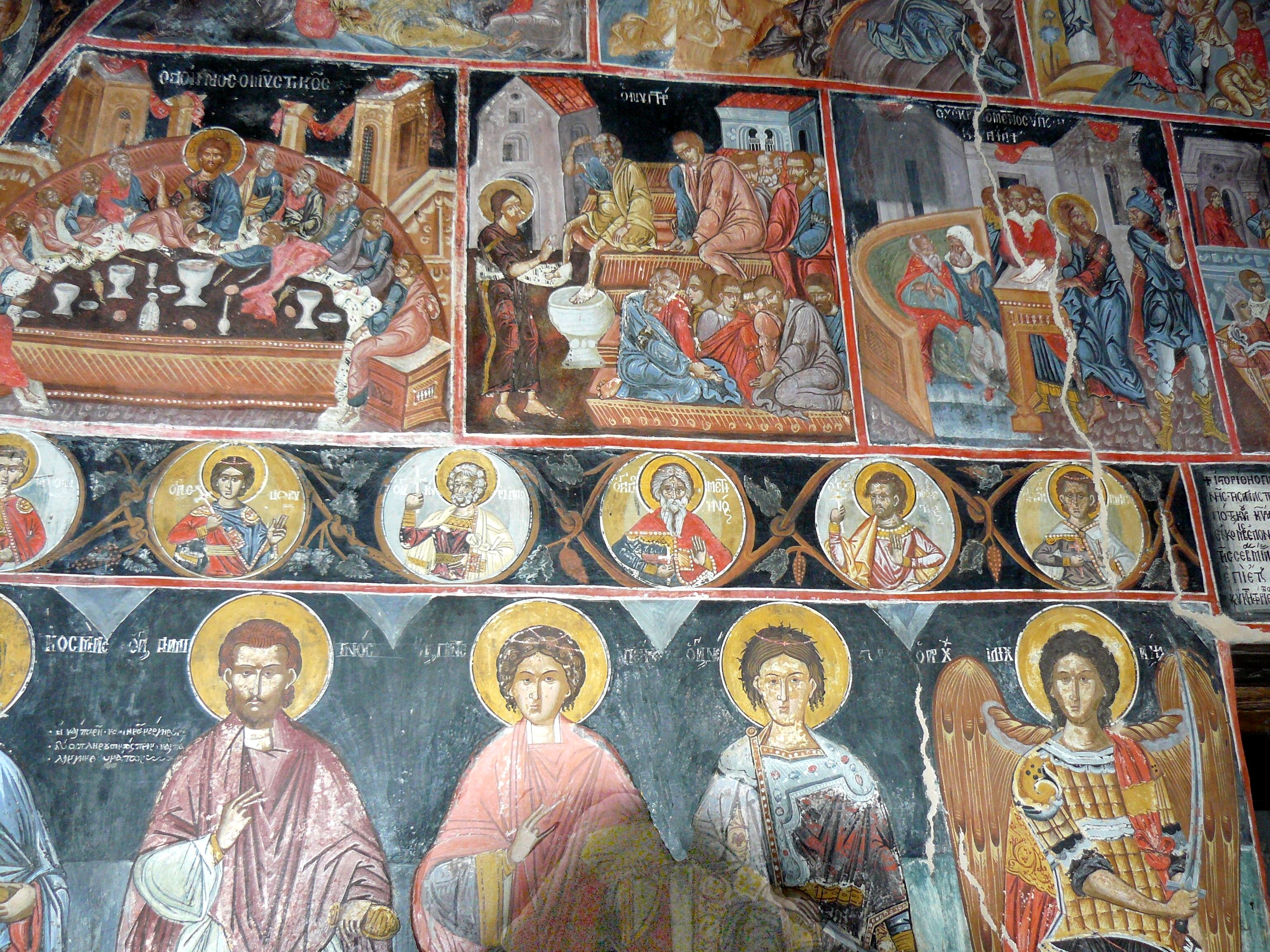
Fresky v katholikonu